# Великокохнівська селищна рада
Великокохнівська селищна рада (до 1957 року — Великокохнівська сільська рада) — колишня адміністративно-територіальна одиниця та орган місцевого самоврядування в Кременчуцькому районі та Кременчуцькій міській раді Полтавської області УРСР з адміністративним центром в смт Велика Кохнівка.
Станом на 1 вересня 1946 року — сільська рада Кременчуцького району Полтавської області з підпорядкуванням с. Велика Кохнівка та хуторів Бердич, Мартинівка, Млинки, Мусієнки, Нова Зоря, Олексіївка-Низ, Проценки, Холодівка та Шмудівка.
Від 1957 року — селищна рада. 30 грудня 1962 року та 4 січня 1965 року затверджена в складі Кременчуцького району Полтавської області. 29 грудня 1965 року, відповідно до рішення Полтавського облвиконкому, передана до складу Кременчуцької міської ради Полтавської області.
Ліквідована 3 березня 1975 року, відповідно до указу Президії Верховної ради УРСР «Про утворення районів у містах і віднесення деяких міст Української РСР до категорії міст обласного підпорядкування»; смт Велику Кохнівку включено в межі міста Кременчук.